# Agnès Varda
  Agnès Varda    (Ixelles, 30 de maig de 1928 - 14è districte de París, 29 de març de 2019) fou una directora de cinema belga.
Agnès Varda, nascuda Arlette Varda, va ser una directora independent i decidida, amb acurades coreografies i decoracions, i combinava sovint material documental amb una història de ficció. Se la coneixia com l'àvia de la nouvelle vague francesa i com una de les pioneres del cinema feminista.
Romangué activa fins a la fi de la seva vida. El 2017 rebé l'Œil d'or del Festival Internacional de Cinema de Canes (premi del documental) per Visages Villages, un llargmetratge documental codirigit amb l'artista contemporani francès JR. També al novembre de 2017 rebé l'Oscar honorífic pel conjunt de la seva carrera. Poc abans de la seva mort, l'any 2019, es presentà a la Berlinale la seva darrera pel·lícula, Varda par Agnès.
Va morir a París el 2019, als 90 anys.
Se li atribueix la cita següent:
| « | Un documental és un moviment per alliberar-se de l'egoisme | » |

## Filmografia
| Títol original (doblada en català)                  | Títol en anglès                     | país                     | Any       | Crèdits                                     |
| --------------------------------------------------- | ----------------------------------- | ------------------------ | --------- | ------------------------------------------- |
| La Pointe Courte                                    | —                                   | França                   | 1956      | Directora, guionista                        |
| Cléo de 5 à 7                                       | Cléo from 5 to 7                    | França/Itàlia            | 1962      | Directora, guiónista                        |
| Le Bonheur (La felicitat)                           | Happiness                           | França                   | 1965      | Directora, guionista                        |
| Loin du Vietnam                                     | Far from Vietnam                    | França                   | 1967      | Codirectora                                 |
| Lions Love                                          | Lions Love                          | Estats Units/França      | 1969      | Directora, guionista, productora            |
| Daguerréotypes                                      | —                                   | França                   | 1975      | Directora, guionista                        |
| L'una canta, l'altra no (L'Une chante, l'autre pas) | One Sings, the Other Doesn't        | Veneçuela/França/Bèlgica | 1977      | Directora, guionista                        |
| Documenteur                                         | Documenteur                         | França                   | 1980-1981 | Directora, guionista                        |
| Sense sostre ni llei (Sans toit ni loi)             | Vagabond                            | França/Regne Unit        | 1985      | Directora, guionista, muntadora             |
| Jane B. par Agnès V.                                | Jane B. by Agnes V.                 | França                   | 1986-1987 | Directora, guionista, muntadora             |
| Kung-Fu Master                                      | Le Petit amour                      | França                   | 1987      | Directora, guionista                        |
| Jacquot de Nantes                                   | —                                   | França                   | 1990      | Directora, guionista                        |
| Les cent i una nits (Les Cent et une nuits)         | A Hundred and One Nights            | Regne Unit/França        | 1994      | Directora, guionista                        |
| Les Glaneurs et la glaneuse                         | The Gleaners and I                  | França                   | 2000      | Directora, guionista, productora, muntadora |
| Les Glaneurs et la glaneuse... deux ans après       | The Gleaners and I: Two Years Later | França                   | 2002      | Directora, muntadora                        |
| Le Lion volatil                                     | —                                   | França                   | 2003      | Directora, guionista, productora, muntadora |
| Les Plages d'Agnès                                  | The Beaches of Agnes                | França                   | 2008      | Directora, guionista, productora            |
| Visages, Villages                                   | Faces Places                        | França                   | 2017      | Directora                                   |
| Varda par Agnès                                     | Varda by Agnès                      | França                   | 2019      | Codirectora, guionista, muntadora           |